# Зотова, Наталья Модестовна
Наталья Модестовна Зотова (урожд. Паюсова) (род. 28 июля 1975 года) — российская спортсменка. Многократная чемпионка мира и Европы по пауэрлифтингу.

## Карьера
Воспитанница северодвинского тренера В. Громова

### 1994
Севмашвтуз, под руководством Клавир А.Р.,В 1994 году побеждает на чемпионате России, юниорском чемпионате России, чемпионату России по жиму лёжа. Со своего первого международного старта — чемпионата мира по жиму лёжа — привозит золотую медаль. При этом Наталья устанавливает мировой рекорд — 122,5 кг.

### 1995
Наталья становится третьей на чемпионате России. Побеждает на чемпионате России по жиму лёжа. Становится чемпионкой мира среди юниоров. Побеждает на чемпионате Европы по жиму лёжа. На чемпионате мира по жиму лёжа довольствуется серебром.

### 1996
Становится чемпионкой России среди юниоров. выигрывает чемпионат мира среди юниоров. Побеждает на чемпионате Европы по жиму лёжа с европейским рекордом — 145 кг. На чемпионате мира по жиму лёжа устанавливает мировой рекорд — 150 кг.

### 1997
Выступая в категории свыше 90 кг на чемпионате России становится второй. Побеждает на чемпионате России по жиму лёжа. Становится чемпионкой Европы среди юниоров.

### 1998
Выступая в категории свыше 90 кг на чемпионате России становится второй. Побеждает на европейском юниорском первенстве, установив мировые юниорские рекорды в жиме (152,5 кг) и сумме (572,5 кг). На юниорском чемпионате мира побеждает, установив мировые юниорские рекорды в категории до 90 кг: в жиме — 145 кг, в тяге — 225 кг. С чемпионата мира по жиму лёжа привозит серебро.

### 1999
Выигрывает золото на чемпионатах России, Европы и мира. При этом установила рекорды Европы в категории до 90 кг: в приседании — 235 кг, в жиме лёжа — 155,5 кг. А также национальные рекорды России в сумме — в категории до 82,5 кг (615 кг) и до 90 кг (627,5 кг).

### 2000
На чемпионате России, выступая в категории до 90 кг, устанавливает рекорд России в приседании — 242,5 кг. Но, уступив в двух других движениях Ирине Луговой, стала лишь второй. Побеждает на чемпионате России по жиму лёжа. Побеждает на чемпионате Европы.

### 2001
Становится серебряным призёром Всемирных игр 2001 года. Побеждает на чемпионате Европы.

### 2003—2010
Выступает на внутренних соревнованиях.

### 2011
Побеждает на чемпионате Европы в категории свыше 84 кг с мировым рекордом — 205 кг.

### 2012
В категории свыше 84 кг побеждает в чемпионате России. Побеждает на чемпионате мира по жиму лёжа с мировым рекордом 205,5 кг.

### 2013
На чемпионате России по жиму лёжа побеждает с национальным рекордом 213 кг. На чемпионате мира 2013 года по жиму лёжа довольствовалась серебром при результате 207,5 кг: шведке Сандре Лённ покорились 210 кг.

### 2014
Выступая в категории до 84 кг становится чемпионкой России и вице-чемпионкой мира.

### 2015
Завоёвывает бронзу на чемпионате России по жиму лёжа.